# Зюльков, Пётр Маркович
Пётр Маркович Зюльков (11 января 1924, деревня Коновка, Брянская губерния — 27 июня 1944, деревня Трилесино, Могилёвская область) — участник Великой Отечественной войны, командир взвода управления батареи 544-го миномётного полка РГК 2-го Белорусского фронта, лейтенант. Закрыл своим телом амбразуру пулемёта. Герой Советского Союза. 

## Биография
Родился в 1924 году в деревне Коновка Маклаковской волости Жиздринского уезда (ныне — деревня Кировского района Калужской области) в крестьянской семье. Закончив семь классов, работал в колхозе. Призван в РККА в феврале 1942 года Кировским РВК Смоленской области. Окончил офицерские курсы, с 23 февраля 1943 года участвовал в боях.
Будучи командиром огневого взвода 544-го миномётного полка, отличился в боях осени 1943 года. При форсировании Остёра пехотными частями, выдвинул свой взвод вперёд, отразил 5 контратак противника, и дал пехоте без потерь форсировать реку. Всего за время наступления в ходе Смоленской операции взвод, под командованием Петра Зюлькова уничтожил до 260 солдат и офицеров противника, подавил 7 огневых точек, уничтожил 2 пушки.
Приказом командующего артиллерией 10-й армии от 2 ноября 1943 года был награждён орденом Красной Звезды.
На июнь 1944 года являлся командиром взвода управления батареи 544-го миномётного полка резерва Главного командования. Полк, на вооружении которого состояли 36 120-мм миномётов, в ходе Белорусской операции поддерживал 222-ю стрелковую дивизию, которая наступала на Шклов.
В бою за деревню Трилесино, подобрался к дзоту, бросил в него две гранаты, убил офицера противника, гарнизон дзота взял в плен. В ходе дальнейшего наступления 27 июня 1944 года закрыл телом амбразуру пулемёта, мешающего продвижению советских войск.
Был похоронен в братской могиле в 1200 метрах севернее деревни Полыковичи Шкловского района. В 1958 году на братской могиле установлена мемориальная плита.
Указом Президиума Верховного Совета СССР от 28 августа 1944 года за образцовое выполнение боевых заданий командования на фронте борьбы с немецко-фашистскими захватчиками и проявленные при этом мужество и героизм лейтенанту Зюлькову Петру Марковичу посмертно присвоено звание Героя Советского Союза.

## Память
- Имя П. М. Зюлькова носит Гавриловская основная школа в Кировском районе.
- На родине лейтенанта Зюлькова в д. Коновке установлена памятная стела.